# 알란카
알란카(Alanqa)는 백악기 전기 9970만 년 전부터 백악기 후기 9430만 년 전까지 북아프리카에서 살았던 익룡이다. 알란카의 속명은 아랍어로 불사조를 뜻하는 알-안카(العنقاء)에서 따온 것이다.

## 발견
첫 번째 발견된 화석은 북아프리카 모로코 남동부 지역의 켐켐층(Kem Kem Beds)에서 발견된 아래턱 조각이었다. 이 화석은 뾰족한 모양새를 하고 있어 그 당시 학자들은 이 익룡이 가까운 관계에 있는 아즈다르코류 익룡들과 비슷한 주둥이를 가졌던 것으로 추정했으며, 추산한 결과 날개를 펼친 길이가 4m 정도에 이르는 것으로 측정되었다.
그러나 2008년 윗턱과 아랫턱 조각 및 경추의 일부분으로 추정되는 화석으로 구성된 모식 표본이 발견되었고, 이로 인해 2010년 '알란카'라는 이름으로 정식 명명되었는데, 기존의 4m짜리 표본과는 다르게 모식 표본의 개체는 6m 가량의 익장을 가진 것으로 추정되는 더 큰 개체였으며, 부리 역시 다른 아즈다르코과에 속하는 개체에서는 볼 수 없는 구조가 나타나 있었다.

## 특징
알란카의 몸무게는 9~13kg으로 추정된다. 또한 알란카 성체의 부리 중간은 마치 이빨처럼 작은 뼈 돌기가 솟아올라 맞닿은 구조였는데, 이 구조는 키크노람푸스처럼 조개와 같은 단단한 무척추동물을 깨서 먹기 좋은 구조였기에 이들 역시 비슷한 먹이 활동을 것으로 추정된다.